# (34210) 2000 QV67
2000 QV67 (asteroide 34210) é um asteroide da cintura principal. Possui uma excentricidade de 0.20592560 e uma inclinação de 11.13621º.
Este asteroide foi descoberto no dia 28 de agosto de 2000 por LINEAR em Socorro.